# Madhuca microphylla
Madhuca microphylla là một loài thực vật có hoa trong họ Hồng xiêm. Loài này được (Hook.) Alston mô tả khoa học đầu tiên năm 1931.